# Неш (Північна Дакота)
Неш (англ. Nash) — переписна місцевість (CDP) в США, в окрузі Волш штату Північна Дакота. Населення — 13 осіб (2020).

## Географія
Неш розташований за координатами 48°28′40″ пн. ш. 97°31′28″ зх. д. / 48.47778° пн. ш. 97.52444° зх. д. (48.477824, -97.524453).  За даними Бюро перепису населення США в 2010 році переписна місцевість мала площу 2,65 км², уся площа — суходіл.

## Демографія
Згідно з переписом 2010 року, у переписній місцевості мешкали 32 особи в 12 домогосподарствах у складі 9 родин. Густота населення становила 12 осіб/км².  Було 13 помешкання (5/км²).
Расовий склад населення:
| - 93,8 % — білих - 6,3 % — осіб інших рас |

До двох чи більше рас належало 0,0 %. Частка іспаномовних становила 28,1 % від усіх жителів.
За віковим діапазоном населення розподілялося таким чином: 25,0 % — особи молодші 18 років, 65,6 % — особи у віці 18—64 років, 9,4 % — особи у віці 65 років та старші. Медіана віку мешканця становила 37,5 року. На 100 осіб жіночої статі у переписній місцевості припадало 100,0 чоловіків;  на 100 жінок у віці від 18 років та старших — 100,0 чоловіків також старших 18 років.
Цивільне працевлаштоване населення становило 6 осіб. Основні галузі зайнятості: транспорт — 100,0 %.